# Wiedierkowo
Wiedierkowo (ros. Ведерково) – wieś w Rosji, w rejonie grazowieckim obwodu wołogodzkiego. W 2002 liczyła 13 mieszkańców, z kolei w 2010 populacja miejscowości wynosiła 5 osób.